# إلفريدي كاون
إلفريدي كاون (5 أكتوبر 1914 - 5 مارس 2008) هي كانت لاعبة قفز عالي ألمانية، فازت بالميدالية البرونزية في الألعاب الأولمبية الصيفية 1936.